# Adhesión de Finlandia a la OTAN

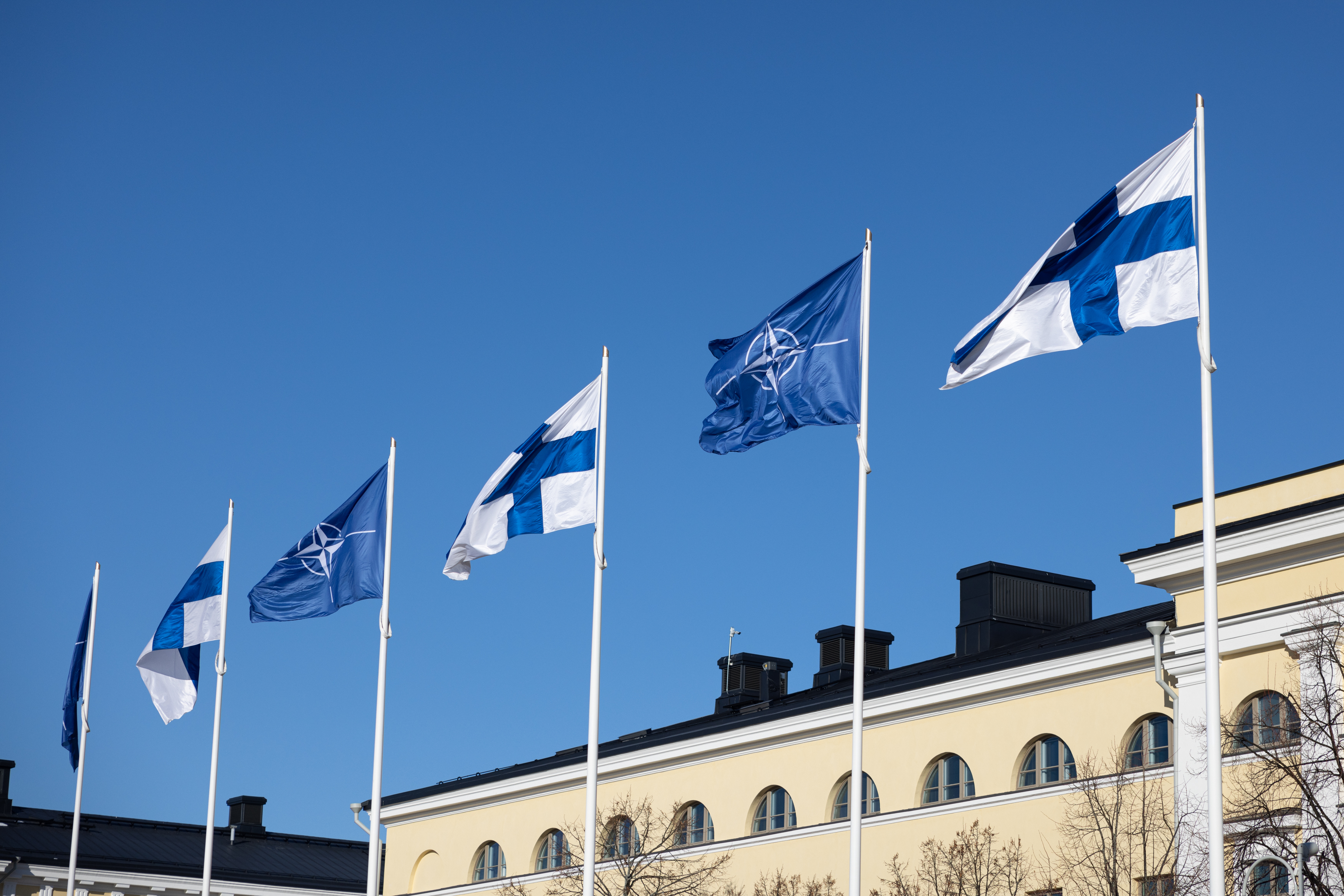
Banderas de Finlandia y la OTAN frente al Ministerio de Asuntos Exteriores de Finlandia tras la adhesión a la OTAN, 4 de abril de 2023

La adhesión de Finlandia a la OTAN se refiere al proceso que condujo a la membresía de dicho país en la Organización del Tratado del Atlántico Norte y que se concretó el 4 de abril de 2023, siendo el proceso más breve en la historia de la organización.

## Contexto
Finlandia participa en casi todas las subáreas del programa de Asociación para la Paz, y ha proporcionado fuerzas de mantenimiento de la paz a las misiones de Afganistán y Kosovo.

### Finlandización
El término finlandización (en alemán, Finnlandisierung; en inglés Finlandization; en finés suomettuminen; en sueco finlandisering) fue acuñado por los medios de comunicación occidentales durante la guerra fría para describir la política de neutralidad exterior ejercida por Finlandia. 
En opinión de dichos medios y los ámbitos de la política internacional que propagaban este término, ese país nórdico, aun estando situado al oeste de la cortina de hierro, evitaba tomar postura en los asuntos que pudieran irritar a la Unión Soviética, lo cual, en la práctica, tuvo como consecuencia la reducción de la soberanía política del país. Según esta interpretación, Finlandia (y en menor medida Austria) pertenecía, en muchos casos, al ámbito de la influencia soviética, a pesar de conservar su sistema de democracia occidental y no mantener estacionadas en su suelo a fuerzas soviéticas como los países al este de la cortina de hierro.

### Integración de la Unión Europea en materia de Defensa
Genéricamente el concepto de autonomía estratégica se vincula a las capacidades indispensables para llevar a cabo acciones militares autónomas. Específicamente, el concepto cuenta con tres dimensiones: política (estrategia), operativa (capacidades) o industrial (equipos). Su implementación obliga a redefinir el concepto de soberanía de cada Estado miembro de la UE, ya que, debido a la pérdida capacidad militar para garantizar su soberanía individualmente, los gobiernos deben evaluar qué partes de su defensa se europeízan y el nivel de especialización al que optan.
Este enfoque ha ganado terreno tras el Brexit mientras la UE buscaba una respuesta a la relativa crisis del multilateralismo, la creciente competencia entre China y Estados Unidos, el potencial agitador de Rusia y los diversos conflictos latentes en la vecindad de la UE. Así, la retirada de tropas estadounidenses de Afganistán en el verano de 2021 sirvió para que la UE reafirmara sus pretensiones para el fortalecimiento de su defensa ya que parte de los líderes europeos consideraron que el incidente —la Unión se opuso no solo a la retirada, sino también a la forma en que se hizo— era una señal de que Estados Unidos estaba regresando al aislacionismo y volviéndose menos confiable. En consecuencia, el Discurso sobre el estado de la Unión pronunciado en septiembre de 2021 por Von der Leyen, planteó varios planes de coordinación entre los miembros de la UE y propuestas sobre cooperación global. «Estamos entrando en una nueva era de hipercompetitividad», dijo, y sugirió que Europa se convierta en «un jugador global más activo».
Mientras tanto se ha puesto en marcha la llamada Capacidad Militar de Planificación y Ejecución (CMPE), que se aprobó en junio de 2017. Los Estados miembros desbloquearon la creación de este cuartel en Bruselas que planifica y ejecuta las misiones militares no ejecutivas. Este embrión de cuartel militar permanente de la UE asumió el mando de las misiones de formación militar de la Unión en África Central, Mali y Somalia.

## Historia
La posibilidad de la adhesión de Finlandia a la OTAN fue uno de los temas más importantes debatidos en relación con las elecciones presidenciales de Finlandia del 2006. En 2007, Finlandia hizo varias preparaciones técnicas para la adhesión, con el entonces ministro de Defensa, Jyri Häkämies deseoso de postular a la OTAN.
En abril del 2014, el gobierno anunció que iban a firmar un "memorándum de acuerdo" con la OTAN sobre la disposición de Finlandia para recibir asistencia militar y para ayudar a la OTAN en el mantenimiento del equipo. Sin embargo, el ministro de Defensa Carl Haglund hizo hincapié en que este memorándum no sería un paso hacia la adhesión.
Finlandia ha recibido algunos comentarios muy críticos de Rusia para considerar siquiera la posibilidad de unirse a la OTAN, con un estudio del 2009 sugiere que esto podría tener repercusiones en las relaciones de Rusia con la UE y la OTAN en su conjunto. Después de la guerra de Osetia del Sur de 2008, el primer ministro finlandés, Matti Vanhanen, reiteró que Finlandia no tiene planes de unirse a la OTAN, y afirmó que la principal lección de la guerra fue la necesidad de estrechar los lazos con Rusia. En una entrevista de junio del 2014 en el periódico finlandés "Hufvudstadsbladet", el enviado personal de Vladímir Putin, Sergey Alexandrovich Markov acusó a Finlandia de extrema "rusofobia" y sugirió que Finlandia adhiriéndose a la OTAN podría iniciar la Tercera Guerra Mundial.
El Ministro de Defensa finlandés Carl Haglund sugirió que un referéndum sobre la adhesión a la OTAN podría realizarse en algún momento después de las elecciones parlamentarias del 2015.

## Sondeos de opinión
Un sondeo de opinión realizado por el encuestador finlandés EVA en enero de 2015 encontró que el 43 % de los finlandeses encuestados se opusieron al ingreso a la OTAN, mientras que el 26 % apoyaba y el 32 % estaban indecisos. EVA ha observado una tendencia a la baja en el porcentaje de oposición que se inició en 1998, incluyendo un fuerte descenso después de la elección presidencial de 2012. En marzo del 2014, durante la crisis de Crimea, una encuesta mostró que solo el 22 % apoyó la membresía, aunque una segunda encuesta mostró que el 53 % apoyaría la membresía si el liderazgo de Finlandia lo recomendara. El apoyo para una alianza militar con el vecino Suecia también fue alta, en un 54 %, y Finlandia, posiblemente, buscaría un papel más amplio para NORDEFCO.